# Gib mir Sonne
Gib mir Sonne ist ein Lied des deutschen Popduos Rosenstolz. Der Song war das Titellied der Sat.1-Telenovela Anna und die Liebe, die von 2008 bis 2012 produziert und ausgestrahlt wurde.

## Geschichte
Gib mir Sonne wurde am 29. August 2008 beim Label Universal Music Group veröffentlicht und von Ulf Leo Sommer sowie den beiden Musikern von Rosenstolz,  Peter Plate und  AnNa R., selbst geschrieben. Das Lied ist auf dem Rosenstolz-Album Die Suche geht weiter enthalten. Das Video ist auch eine Hommage an den Film Little Miss Sunshine.

## Text
Das Lied handelt vom neuen mutigen Aufbruch nach einem Tief. Der Refrain lautet: „Gib mir Sonne, gib mir Wärme, gib mir Licht, all die Farben wieder zurück. Verbrenn den Schnee, das Grau muss weg, schenk mir ’n bisschen Glück.“ Am Ende soll man das Leben, das Glück, den Tag und sich selbst feiern.

## Kommerzieller Erfolg

### Chartplatzierungen
| ChartsChartplatzierungen | Höchstplatzierung | Wochen |
| ------------------------ | ----------------- | ------ |
| Deutschland (GfK)        | 1 (31 Wo.)        | 31     |
| Österreich (Ö3)          | 3 (26 Wo.)        | 26     |
| Schweiz (IFPI)           | 13 (22 Wo.)       | 22     |

| ChartsJahrescharts (2008) | Platzierung |
| ------------------------- | ----------- |
| Deutschland (GfK)         | 21          |
| Österreich (Ö3)           | 24          |
| Schweiz (IFPI)            | 67          |

### Auszeichnungen für Musikverkäufe
| Land/Region        | Auszeichnungen für Musikverkäufe (Land/Region, Auszeichnung, Verkäufe) | Verkäufe |
| ------------------ | ---------------------------------------------------------------------- | -------- |
| Deutschland (BVMI) | Gold                                                                   | 150.000  |
| Insgesamt          | 1× Gold ·                                                              | 150.000  |

## Coverversionen
- Peter Kraus Album Zeitensprung (2014)[9]